# Eduardo Barraza
Rubén Eduardo Barraza (Chihuahua, 24 de febrero de 1979) es un académico, productor, guionista y escritor mexicano. Es licenciado en ciencias de la comunicación por el Instituto Tecnológico de Estudios Superiores de Monterrey. Especializado en dirección cinematográfica por la New York Film Academy, tiene una maestría en educación por la Universidad La Salle. 

## Biografía
Nació en Chihuahua en 1979, donde vivió hasta 1984. Se traslada a Agua Prieta Sonora, ciudad fronteriza EE. UU. con Douglas, Arizona.
En 1996, regresó a su tierra natal. En 1997 tuvo la oportunidad de irse a estudiar a Monterrey, Nuevo León, e iniciar una carrera en Ciencias de La Comunicación.
Rubén Eduardo Barraza es uno de los devotos Escritores, que promueve la fe, la esperanza, y la caridad. En la actualidad es catedrático en la Universidad La Salle.

## Carrera
Ha sido becario del Fondo Estatal para la Cultura de Nuevo León con su documental “Norteño Corazón” MEX en 2003.
En el 2006 presenta “Superniño”, cortometraje realizado con la ayuda de niños.
Creador de los talleres “The Mexican Film School: Haciendo cine a la Mexicana” y, junto con su familia, el taller de cine infantil “Jugando hacer Cine: Por una Familia unida” y el movimiento de "Cine con Valor".
Su guion Arcángel, fue el ganador del concurso de guiones de largometraje CONARTE-SOGEM 2006. 
Es el primer guionista mexicano en ganar la estatuilla de second runner up en el concurso de guiones del Beverly Hills Film Festival en 2008, el cual contaba con 500 participantes.
Fue uno de los tres mexicanos que participaron en Festival de Cannes en el área de Producers Network en 2008.
Sus proyectos más reconocidos son  El último rey Arcángel Script.

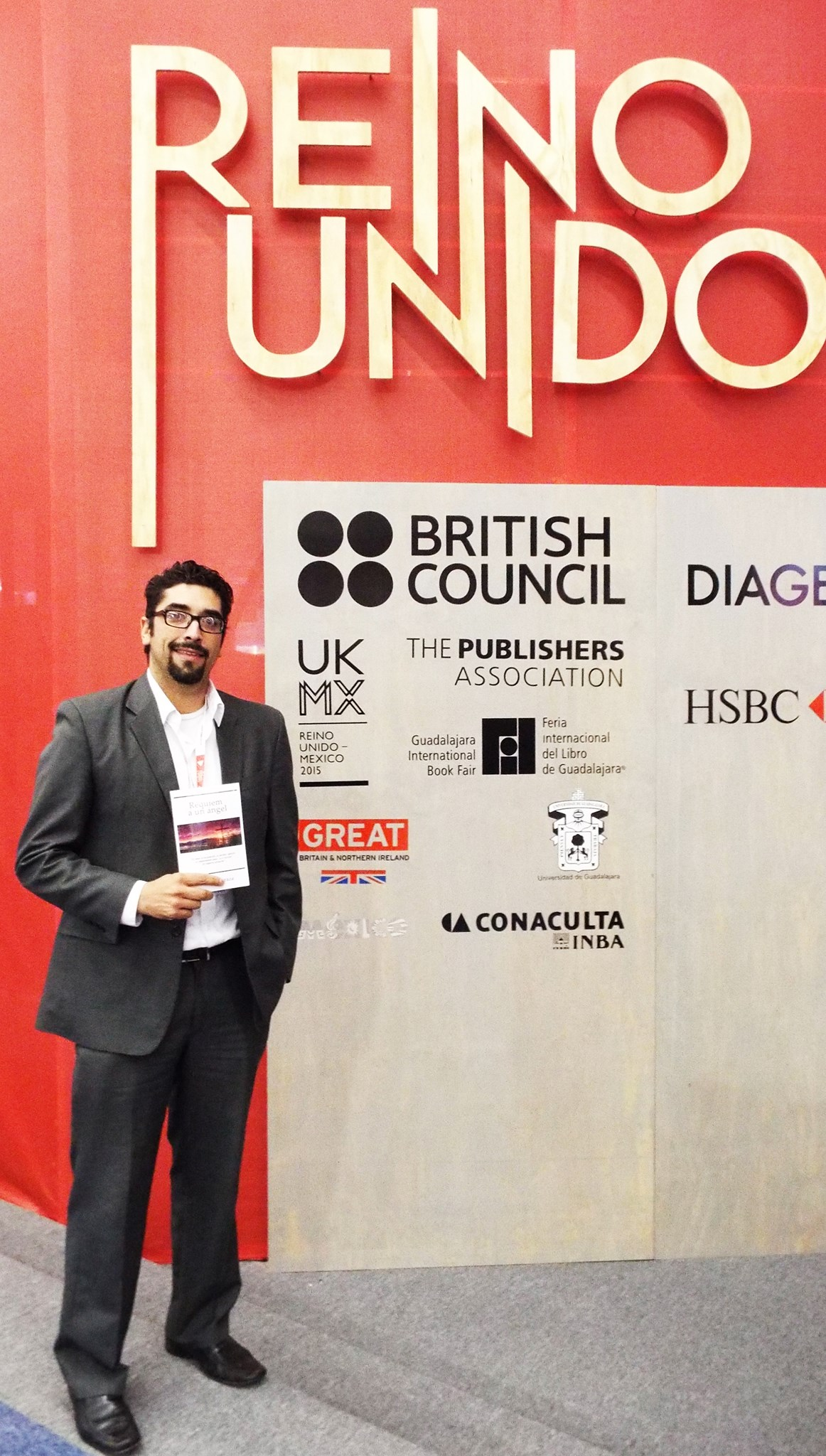
Ruben Eduardo Barraza FIL

## Premios y Selecciones
2008 Cannes Producers Network
- Script presentation Arcangel

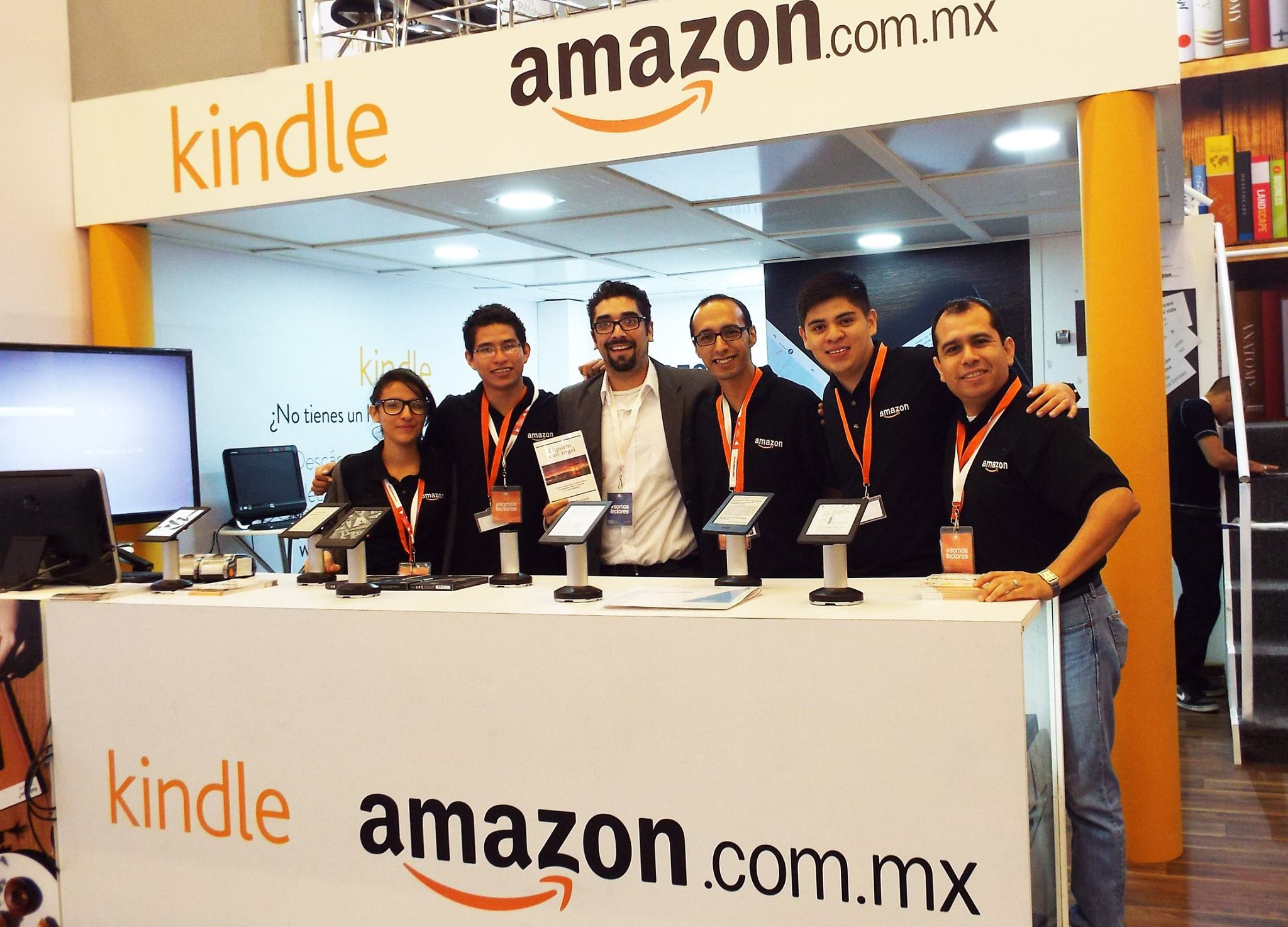
Amazon kindle

2007 Chihuahua International Film Festival
- Mejor guion Hijo del Maiz

2006 Mexican Writers Society Awards
- Mejor guion Arcangel